# Oxalobacteraceae
Oxalobacteraceae es una familia de bacterias gramnegativas del orden Burkholderiales. Fue descrita en el año 2006. Incluye bacterias generalmente aerobias y móviles. Muchas de ellas se encuentran principalmente en aguas y suelos. 

## Taxonomía
Actualmente contiene 18 géneros descritos:
- Actimicrobium
- Collimonas
- Duganella
- Glaciimonas
- Herbaspirillum
- Herminiimonas
- Janthinobacterium
- Lacisediminimonas
- Massilia
- Noviherbaspirillum
- Oxalicibacterium
- Oxalobacter
- Paraherbaspirillum
- Pseudoduganella
- Sapientia
- Solimicrobium
- Telluria
- Undibacterium